# شيخ سلوي عليا
شيخ‌ سلوي عليا (بالفارسية: شیخ‌سلوی علیا) هي قرية تقع في أذربيجان الغربية في إيران. يقدر عدد سكانها بـ 117 نسمة .